# Veni, veni Emmanuel
 (juillet 2021).
 (juillet 2021).
Extrait musical
Veni, veni Emmanuel
L'hymne de l'Avent Veni, veni Emmanuel est une paraphrase des grandes antiennes « Ô » de l'Avent. À partir du XIXe siècle, celle-ci reste très populaire dans le répertoire de l'Avent, notamment dans les pays anglophones.

## Texte latin
Veni, veni Emmanuel,

Captivum solve Israel,

Qui gemit in exsilio,

Privatus Dei Filio.
R/ Gaude ! gaude ! Emmanuel

Nascetur pro te Israel.
Veni, O Sapientia,

quae hic disponis omnia,

veni, viam prudentiae

ut doceas et gloriae.

Veni, veni, Adonai,

qui populo in Sinai

legem dedisti vertice

in maiestate gloriae.
Veni, O Iesse virgula,

ex hostis tuos ungula,

de specu tuos tartari

educ et antro barathri.
Veni, Clavis Davidica,

regna reclude caelica,

fac iter tutum superum,

et claude vias inferum.
Veni, veni O Oriens,

solare nos adveniens,

noctis depelle nebulas,

dirasque mortis tenebras.
Veni, veni, Rex Gentium,

veni, Redemptor omnium,

ut salvas tuos famulos

peccati sibi conscios.

## Historique

### Origine
En raison d'une similitude avec les Grandes antiennes « Ô » de l'Avent, il est vraisemblable que ces antiennes inspirèrent l'auteur du texte. Car, ces antiennes de l'Avent sont vraiment anciennes, et se trouvent dans le chant vieux-romain, qui peut remonter au IVe siècle. En ce qui concerne l'hymne Veni, veni Emmanuel, son origine reste floue.  
Or, il est vraisemblable qu'il existait des paraphrases de ces antiennes, avant la création de Veni, veni Emmanuel. Ainsi, quelques paraphrases de celles-ci en allemand se trouvent dans le Groẞ Catholisch Gesangbuch de Dom David Gregor Corner, publié en 1631, et repris dans les Katholische Kirchenlieder, Hymnen, Psalmen aus den ältesten deutschen gedruckten Gesang und Gebetbüchern (1859) . En général, ces textes étaient chantés avec la mélodie de l'hymne Conditor alme siderum. Cette dernière est exécutée à l'Avent, plus précisément lors des vêpres comme de grandes antiennes. En effet, il y avait une tendance qui remplaçait d'anciens chants sans refrain par de nouvelles compositions en refrain. L'un des cas les plus connus est l'hymne Puer natus in Bethlehem en refrain au lieu de l'introït Puer natus est nobis sans refrain.

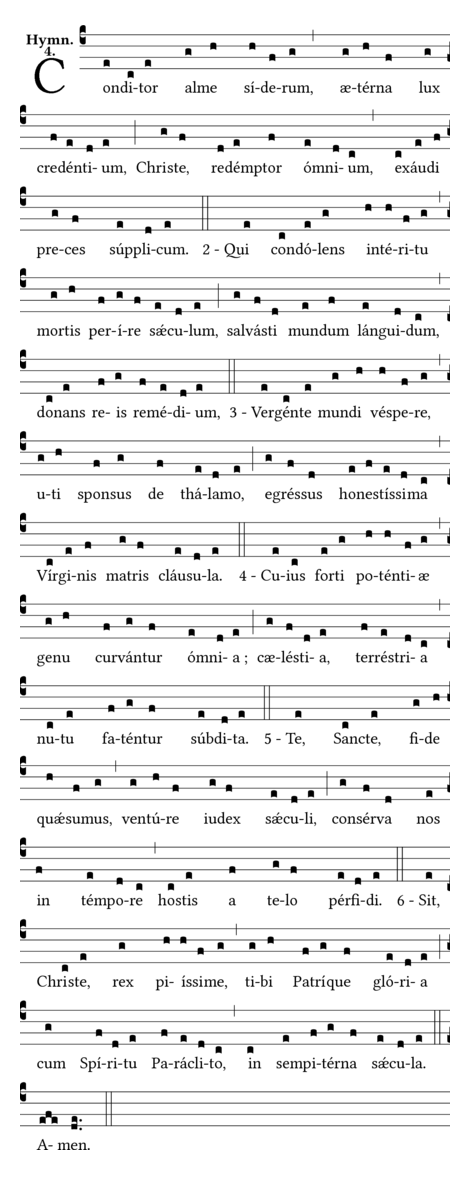

### Apparition
Dans les archives, on trouve le texte originel en latin qui remonte en 1710. Paraphrasant les grandes antiennes « Ô » de l'Avent, cette hymne fut publiée à  Cologne, dans la septième édition de Psalteriolum Cantionum Catholicarum avec cinq strophes<},. Il s'agit d'une hymne métrique et iambique en syllabes 88 88 88. Cette version en cinq strophes fut publiée en 1844 par Hermann Adalbert Daniel puis en 1851 par John Mason Neale.
En ce qui concerne la mélodie, celle que Neale avait publiée fut identifiée grâce à l'étude (1966) de la chanoinesse-musicologue britannique Mary Berry (ou sœur Thomas More),. Il s'agit du manuscrit latin 10581 auprès de la bibliothèque nationale de France, daté entre 1490 et 1510. Donc, il est évident que Neale avait paraphrasé ce morceau Bone Jesu dulcis cunctis, avec un autre manuscrit de Lisbonne, pour fournir sa version anglaise :
- manuscrit 10581, folio 89v - 101 : [manuscrit en ligne]
- transcription contemporaine : [lire en ligne]

Cela est un rituel spécialisé à la séquence de procession. Le manuscrit indique aussi, d'après ses caractéristiques, que l'on l'utilisait auprès d'une abbaye féminine, et vraisemblablement franciscaine. Autrement, c'est une séquence au répons Libera me. Manuscrit de Lisbonne perdu, il n'est pas certain que Neale trouvât quelques liens avec le texte de Cologne. S'il n'avait pas de rapport, il s'agissait d'un simple contrafactum.

### Diffusion en d'autres langues
Au XIXe siècle, cette pièce fut plus largement diffusée en allemand et en anglais. Dans l'optique de l'enseignement au gymnasium, le prêtre catholique à Münster Hermann Ludwig Nadarmann sortit sa version allemande en 1810. Au Royaume-Uni, c'était John Mason Neale qui prépara le texte en anglais en 1851. Mécontent des hymnes contemporaines, il cherchait la tradition authentique dans le répertoire ecclésiastique, grec et latin. Comme, à cette époque-là, le chant monodique n'était pas favorable en Angleterre selon la pratique des Anglicans, en 1852 Thomas Helmore publia sa version à quatre voix de laquelle l'harmonisation avait été donnée par Samuel Stevenson Greatheed. Dorénavant, le chant était effectivement diffusé dans ces pays. Sorti en 1861, le livre de chant Hymns Ancient and Modern duquel la Veni, veni Emmanuel était la 36e connut un immense succès, 160 millions exemplaires de vente. Sa mélodie est aujourd'hui très connue.
Or, cette célèbre mélodie, dont l'origine était mentionnée en 1851 dans la partition de Neale comme celle d'un missel français conservé à la bibliothèque nationale de Lisbonne, n'était pas retrouvable pour les chercheurs, ni ce missel, jusqu'à ce que Mary Berry identifie le manuscrit de la bibliothèque nationale de France, mentionné au-dessus. 
Afin d'établir sept strophes selon la tradition de grandes antiennes, dans ce XIXe siècle, deux strophes furent ajoutées. La première publication en latin était celle du prêtre Joseph Hermann Mohr, sortie en 1878. Toutefois, la mélodie et le texte étaient différents, dans ces Cantiones sacræ, de ceux de la version qui est actuellement en usage . En effet, l'idée de Mohr était rétablir la tradition avec l'ordre de sept grandes antiennes, dans le cadre du mouvement cécilien. D'où, sa composition se commence avec le verset Veni, o sapientia, d'après la première grande antienne.
Quant à la version anglaise, le pasteur américain Henry Sloane Coffin proposa en 1916 ses deux strophes supplémentaires. Or, aucune publication ne fut tenue. Les sept strophes ne furent achevées qu'en 1940 aux États-Unis.

### Usage de nos jours
Cette pièce reste toujours en usage à l'Avent, et notamment avant Noël comme les Grandes antiennes « Ô » de l'Avent.
La pratique en adaptation en français est effectuée selon six versions différentes y compris celles des protestants. La mélodie en usage est issue de Neale et d'Helmore. L'exécution se trouve également auprès de la Communauté de Taizé qui garde sa version originale. 
En raison de sa popularité, la mélodie est encore paraphrasée et harmonisée au Royaume-Uni jusqu'ici. Surtout c'était Ralph Vaughan Williams qui commença l'arrangement, avec son célèbre The English Hymnal sorti en 1906.

## Mise en musique

### XIXe siècle
- Joseph Hermann Mohr (1834 - † 1892) : Veni o sapientia (strophes I - VII) dans les Cantiones sacræ : A Collection of Hymns and Devotional Chants (1878) [partition en ligne]

### Œuvre contemporaine
- Zoltán Kodály (1882 - † 1967) : œuvre pour chœur à 3 voix (1943)[8]
- Thomas Kientz (1991 - ) : motet pour chœur à 2 voix égales et orgue, commandé par l'Institut français d'art choral (2018)[9]

### Œuvre instrumentale
- James McMillan (1959 - ) : concerto pour percussion et orchestre (1992)[10]
- Josh Gottry (1974 - ) : œuvre pour l'ensemble de 8 percussions (2011)[11]

### Paraphrase

#### En hongrois
Il est à noter que l'œuvre de Kodály était, à l'origine, composée en hongrois, comme Adventi ének.

#### En allemand
O komm, o komm, Emmanuel, traduction par Hermann Ludwig Nadermann (1810) 
- Christoph von Schmid (1768 - † 1854) : pièce dans la Katholichen Gesangbüchern (1836)[12]
- Hermann Ludwig Nadermann (1778 - † 1860) : pièce destinée à l'usage du gymnasium (1810)[13],[12] [texte en ligne]

#### En anglais
O come, O come, Emmanuel, traduction par John Mason Neale (1851)
- John Mason Neale (1818 - † 1866) : Draw nigh, draw nigh, Emmanuel en plain-chant, dans l’Hymnal noted (1851) [partition en ligne]
- Thomas Helmore (1811 - † 1890) : pièce à 4 voix Draw nigh, draw nigh (1852[14]) [partition en ligne] [texte et partition originaux]
- William Henry Monk (1823 - † 1889) : hymne à 4 voix O come, o come, Emmanuel (1861)[vl 1] [partition en ligne (Hymn 36)]
- Ralph Vaughan Williams (1872 - † 1958) : pièce dans The English Hymnal (1906)[15]
- David Willcocks (1919 - † 2015) : pièce à 4 voix avec instruments (1992)[16]
- Andrew Carter (1939 - ) : pièce à 4 voix accompagné d'orgue (1986)[17]
- Paul Hillier (1949 - ) : pièce pour chœur à 4 voix (2013)[18]
- Jonathan Rathbone (1957 - ) : pièce à 8 voix (2004)[19]

#### Musique pop
- U2 : No Line on the Horizon (2009)[20]
- En 2006, le groupe folk rock Blackmore's Night adapte la chanson sur son album de chants de Noël Winter Carols sous le titre Emmanuel.

## Partition

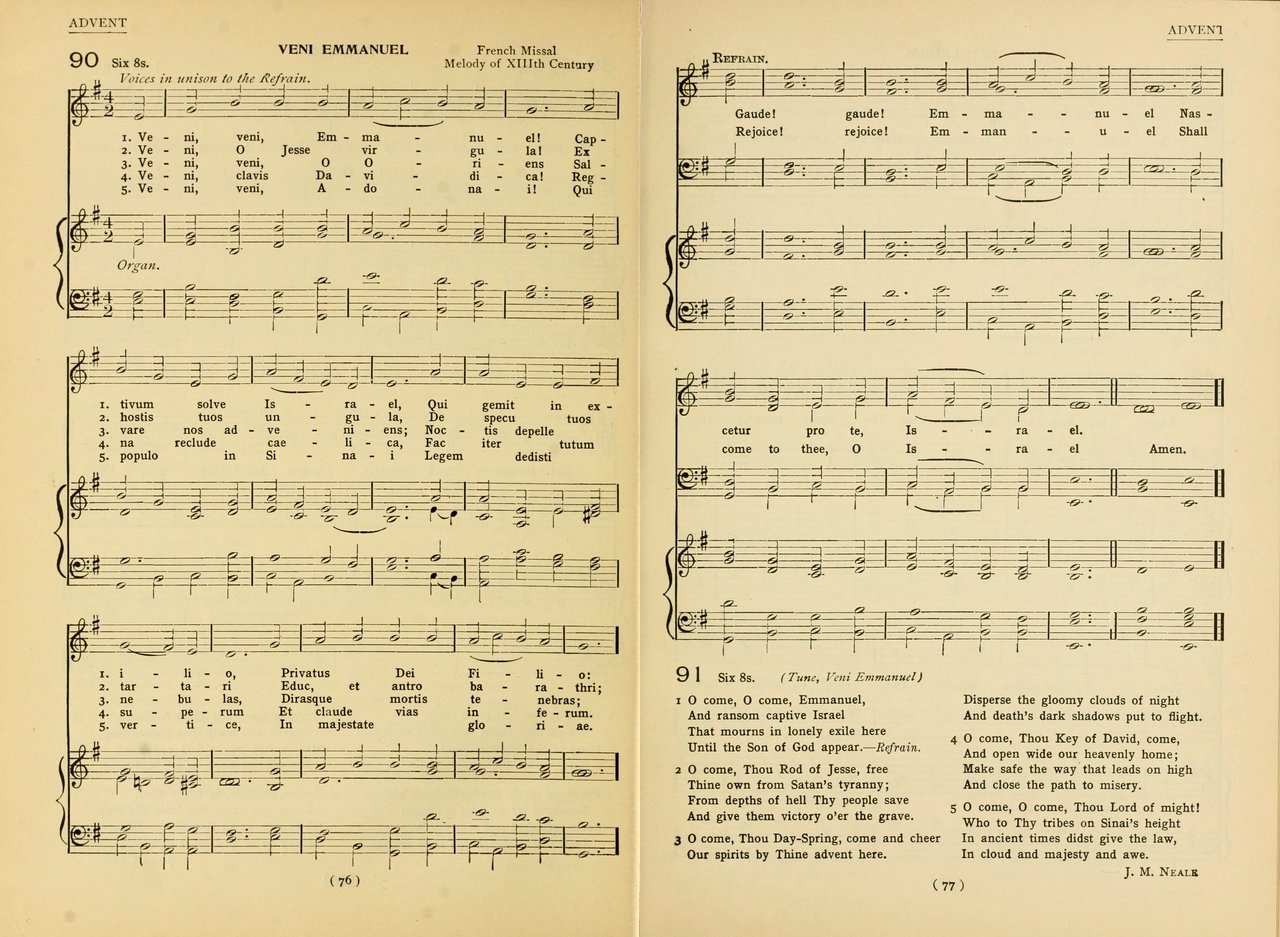
Partition avec le texte anglais par John Mason Neale.
Horatio William Parker et Harry Benjamin Jepson, University Hymns : With Tunes Arranged for Mens Voices, A. S. Barnes, New York 1907, en faveur de l'université Yale dont ces deux musicologues étaient professeurs.

### Notice
- Université d'Oxford (The Oxford Dictionary of the Christian Church, p. 1698) : (en)